# Turbonegro
Turbonegro (norvégien : Turboneger) est un groupe norvégien de punk rock, originaire de Nesodden, Oslo. Il mélange heavy metal, rock et punk, un mélange qu'ils nomment « deathpunk ». Parmi les influences du groupe on compte Black Flag, Rolling Stones, KISS, Venom, AC/DC, Iggy Pop, Negazione, Circle Jerks, Ramones, Alice Cooper, ou encore The Stooges.

## Histoire

### Débuts (1989–1994)

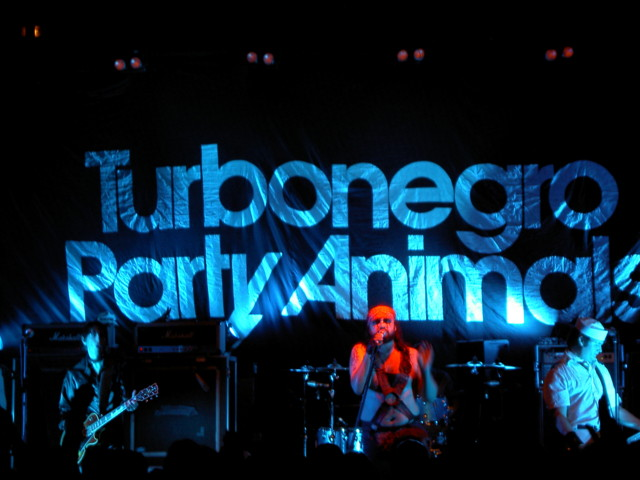
Turbonegro en concert.

Formé en 1988 à Nesodden, Oslo, en Norvège, le groupe est alors composé de Thomas Seltzer surnommé Happy-Tom, de Vegard Heskestad, Pål Bottger Kjærnes, Rune Grønn, Pål Erik Carlin et Tor-Kristian « TK » Jensen. Leur premier EP intitulé Turboloid sort l'année suivante en 1989. En septembre 1989, Turbonegro part pour une tournée de trois semaines aux États-Unis, laquelle est un désastre à la suite de bagarres et problèmes en tout genre.
Initialement, le groupe devait choisir entre Nazipenis ou Turbonegro. Ils sont avisés qu'un groupe avec le nom Nazipenis ne se vendrait pas, ils choisissent Turbonegro, nom qui fait quand même un scandale dû à sa consonance raciste, ainsi pour leur premier album, le titre du groupe sur l'album est marqué TRBNGR.
Hiver 1990, Turbonegro subit son premier changement de line-up en engageant Harald Fossberg au chant, ce dernier ayant une certaine réputation sur la scène punk norvégienne, ainsi que Bengt Calmeyer à la basse. Le second album du groupe avec les nouveaux membres sort en 1992, intitulé Hot Cars and Spent Contraceptives, le CD marquant les prémices du son original du groupe qualifié de « deathpunk ». Après des tournées en Scandinavie et  en Allemagne chaotique, Harald Fossberg quitte le groupe pour raison de santé, et est remplacé par Hank von Helvete, leader et chanteur le plus connu et charismatique du groupe. Avec l'arrivée du nouveau chanteur, le groupe décide d'abandonner le nom Turbonegro et de s'appeler Stierkampf, avec ce nom il ne réaliseront qu'un seul EP intitulé Grunge Whore. En 1994, ils reprennent leur nom d'origine, et sortent leur second album intitulé Never is Forever, annoncé comme un « album hommage à Blue Öyster Cult ». C'est à cette époque que Turbonegro change de look, adoptant des visages entièrement maquillés de noir, et de petit chapeaux. Ce look ne durera pas longtemps, ne plaisant pas aux fans.

### Nouveau look et succès (1995–1997)
En mai 1995, après avoir laissé de côté leurs costumes, ils adoptèrent un look presque entièrement en jeans, et arborant des moustaches. Ce nouvel accoutrement va de pair avec leur nouveau son, mélangeant la force du live. Après une tournée aux États-Unis, Pal et Cormeyer quittent le groupe pour divergence sur l'évolution du son du groupe.
En 1996 sort le troisième album intitulé Ass Cobra, avec l'album le groupe changera encore de membres, avec l'arrivée d'un nouveau batteur, Ander Gerner, et enfin Euroboy (Knut Schreiner) à la guitare, qui marquera le changement de son du groupe avec le guitariste. À la fin de l'année Pal revient dans le groupe au synthétiseur. Au printemps 1997, Christer Engen prend la place de batteur. S'ensuit une tournée américaine où cette fois-ci le groupe fut acclamé par les fans. En automne 1997 sort leur album ayant connu le plus grand succès, Apocalypse Dudes, marquant le succès définitif du groupe dans le monde du rock, montrant la virtuosité du nouveau guitariste Euroboy. Après une tournée en Europe, le groupe se sépare, notamment à cause de la fragile santé mentale de Hank Von Helvete, ce dernier étant accro aux drogues et plus particulièrement l'héroïne, et il faisait face à une dépression.

### Pause (1999–2002)

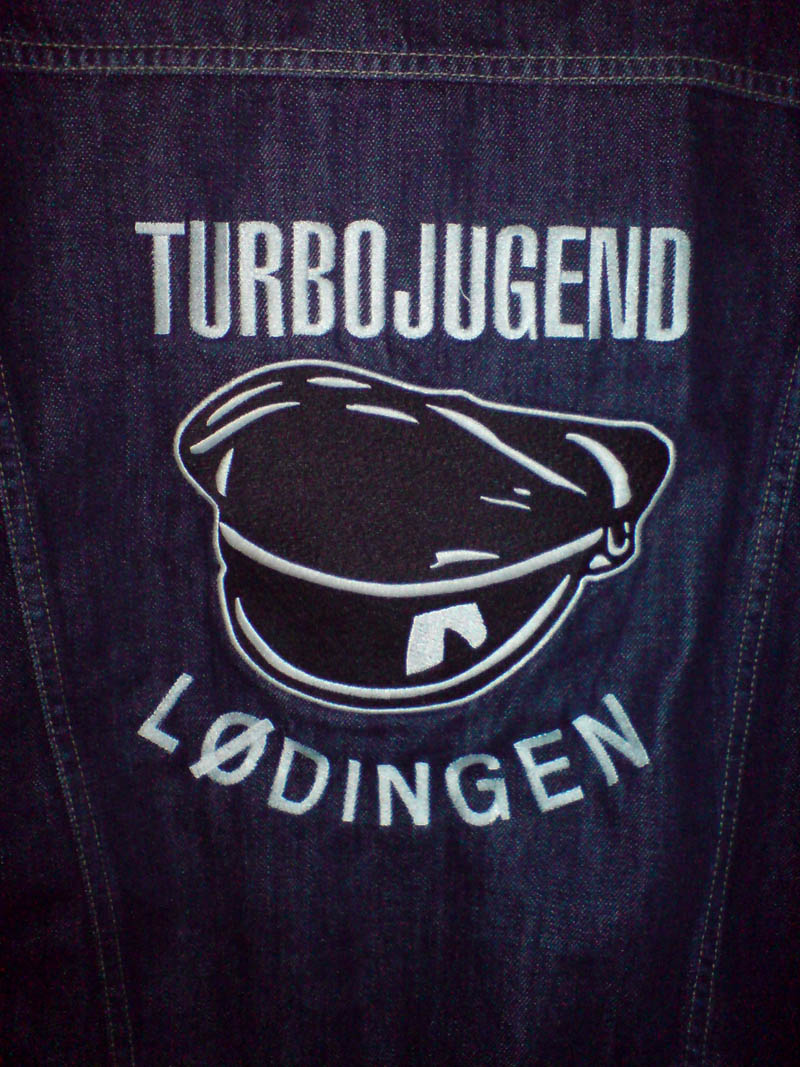
Turbojugend.

En 1999, le label Bitzcore Records achète les droits des albums de Turbonegro et re-sort le catalogue entier des précédents albums de Turbonegro. Un album posthume enregistré en public et intitulé Darkness Forever! sort. À la surprise du groupe, un album hommage à Turbonegro sort, intitulé Alpha Motherfuckers avec des membres du groupe Queens of the Stone Age, Nashville Pussy, Therapy, Him, etc.
Pendant quatre ans, le groupe ne parla que rarement d'une potentielle reformation, cependant, le retentissement de leur précédent album continua de se faire sentir en Europe et aux États-Unis, se créant une base dure de fans à travers le monde, appelés les Turbojugend. Finalement en 2002, les organisateurs du festival Quart Festival réussissent à convaincre Turbonegro de se reformer le temps du festival. En fin mai 2004, ils sont annoncés au Azkena Rock Festival, organisé du 9 au 12 septembre au Reciento Mendizabala de Vitoria-Gasteiz, en Espagne.

### Reformation (2003–2009)
À la suite de cela, Turbonegro se reforme, et signe un nouveau contrat avec le label d'Epitaph, Burning Heart Records. Turbonegro se fit de plus en plus connaître aux États-Unis, faisant une apparition dans l'émission Viva La Bam du skateur Bam Margera, grand fan du groupe. Le groupe réalisera son cinquième, et très anticipé, album Scandinavian Leather en 2003. Le groupe part en tournée avec le groupe Queens of the Stone Age, prouvant que les Turbojugend américains étaient de plus en plus nombreux en Amérique, jouant 150 spectacles à guichet fermé, et jouant même au mythique House of Blues de Los Angeles en décembre 2004.
Au début de 2005, le groupe annonce le successeur de Scandinavian Leather, intitulé Party Animals pour le 9 mai en Europe. L'album mêle punk rock et glam rock californien. S'ensuivra une tournée intense européenne, et la sortie d'un album de raretés Small feces. En 2007, Turbonegro sort leur nouvel album intitulé Retox, le groupe se produisant avec HIM au grand concert de Metallica à Oslo. En octobre 2007, Rune Rebellion quitte le groupe, suivi de Chris Summers en mars 2008. Ce dernier est remplacé par Thomas Dahl. Au début de 2008, le guitariste Euroboy annonce, aux côtés de Happy-Tom, un nouvel album intitulé Tumours.
Après la fin de leur tournée internationale pour Retox, le groupe annonce une pause à durée indéterminée.

### Nouvelles activités (depuis 2010)
En 2010, Hank Van Helvete quitte Turbonegro, il explique que son départ n'a rien à voir avec le groupe lui-même, mais plutôt avec son envie de vivre autrement. Ainsi au mois de Juin 2011, Turbonegro a annoncé sa reformation avec un nouveau chanteur, Tony Sylvester (ex-Dukes of Nothing). De même Pal Pot Pamparius, guitariste et clavieriste, annonce sa volonté de prendre du recul vis-à-vis du groupe, pour des raisons professionnelles et familiales, et devient donc membre à temps partiel, le retour de Rune Rebellion palliant cette défection.
Le nouveau line-up devrait jouer leur premier concert le 15 juillet. Hans Erik « Hank Von Helvete » Dyvik Husby est de nouveau chanteur dans un nouveau groupe appelé Doctor Midnight and The Mercy Cult avec Tim Skold (ex-Marilyn Manson, KMFDM). Il meurt subitement à l'âge de 49 ans en novembre 2021,,,,.
Turbonegro est de passage au Hellfest 2012 à Clisson, et est prévu pour l'édition 2016 du même festival. La même année, le 13 juin, le groupe publie son neuvième album Sexual Harassment, via le web, distribué par le label Volcom Entertainment. Quatre ans après la sortie de l'album en 2012, le groupe annonce en avril 2016 une tournée nord-américaine pour juin.

## Turbojugend

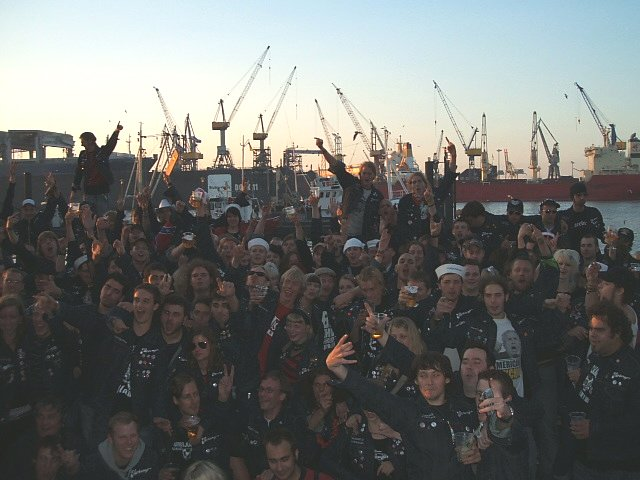
Photo de groupe de membres des Turbojugend au Welt-Turbojugend-Tage de 2006.

Une caractéristique de la base de fans de Turbonegro est leur organisation en Turbojugend (littéralement, « Jeunesses turbo »), sorte de fan club du groupe. Celui-ci se divise en plusieurs « chapitres » locaux, les premiers naissant en Allemagne et notamment à Hambourg, dans le quartier de Sankt Pauli, d'autres apparaissant ensuite dans plusieurs pays du monde. Les membres d'un chapitre se singularisent en portant une veste en denim arborant le logo Turbonegro ainsi que le logo de leur « Turbojugend » brodé sur le dos.
Une fois par an, les différents membres des Turbojugend du monde se retrouvent à Sankt Pauli, en Allemagne pour célébrer Turbonegro, eux-mêmes, et le punk rock en général. Cet événement de deux jours est baptisé Welt-Turbojugend-Tage et mélange concerts et meetings dans différents endroits. L’ édition WTJT 7 en juillet 2011, fût l'occasion du retour sur scène de Turbonegro avec Tony Sylvester au chant.

## Membres

### Membres actuels
- Thomas Seltzer (aka Happy-Tom, Tom of Norway, Bongo et Bongo Neger) - basse (1989–1990, depuis 1996), batterie (1990–1996)
- Knut Schreiner (aka Euroboy) - guitare solo (depuis 1996)
- Rune Grønn (aka Rune Rebellion, Rune Protude, Loonie, Thee Oi Boy!, Brune et Brune Neger) - guitare rythmique (1989–2007, depuis 2011)
- Tommy Akerholdt (aka Tommy Manboy) - batterie (depuis 2011)
- Anthony Madsen-Sylvester (aka The Duke of Nothing, Ceasar Proud) - chant (depuis 2011)
- Haakon-Marius Pettersen (aka Crown Prince Haakon-Marius) - clavier (depuis 2015)

### Anciens membres
- Pål Erik Carlin - chant (1989–1990)
- Vegard Heskestad - guitare (1989–1990)
- Tor Kristian Jenssen (aka TK) - batterie (1989)
- Carlos Carrasco -  batterie (1989–1990)
- Harald Fossberg (aka Harry Neger, Hare Neger et Harold Neger) - chant (1990–1993)
- Ole Martin Martinsen - guitare basse (1990–1991)
- Bengt Calmeyer (aka Bingo, Bingo Neger, Bingo El Bailar et Panky) - basse (1991–1996)
- Hans Erik Dyvik Husby (aka Hank von Helvete, Hank Herzog von Helvete, Hank from Hell, Hertugen, Herr Tugen, Hertis, Hanky El Magnifico, Frank Hank et Hanky) - chant (1993–2010) (mort en 2021)
- Anders Gerner (aka André Grandeur) -  batterie (1996)
- Christer Engen (aka Chris Summers, The Rolex of Drummers et The Prince of Drummers) -  batterie (1997–2008)
- Tomas Dahl (aka Caddy et T.D.) -  batterie (2008–2010)
- Pål Bøttger Kjærnes (aka Pål Pot Pamparius, L. Ron Bud, Bod El Stud, Toonie, Herr Würst Neger et Max Neger) - clavier/percussions/guitare (1989–1995, 1996–2010, temps partiel entre 2011–2012)

## Discographie

### Albums studio
- 1992 : Hot Cars and Spent Contraceptives
- 1993 : Helta Skelta
- 1994 : Never is Forever
- 1996 : Ass Cobra
- 1998 : Apocalypse Dudes
- 2003 : Scandinavian Leather
- 2005 : Party Animals
- 2007 : Retox
- 2012 : Sexual Harassment
- 2018 : Rock'n' roll Machine

### Album live
- 1999 : Darkness Forever !

### Compilations
- 1995 : This Ain't No Fucking Melodic Punk
- 2001 : Love It to Deathpunk
- 2005 : Small Feces

### EPs
- 1990 : Turboloid
- 1993 : (He's a) Grunge Whore